# The Sims 2: Night Live
The Sims 2: Night Live és la segona expansió realitzada pel videojoc The Sims 2. Aquesta expansió es basa en el tema de la festa com una expansió semblant als The Sims 1: The Sims: House Party.
Va ser publicada el setembre del 2005.